# Testosterone buciclate
Testosterone buciclate (tên mã phát triển 20 AET-1, CDB-1781) là một steroid anabolic androgenic-tổng hợp, tiêm(AAS) mà không bao giờ được bán trên thị trường. Nó được phát triển với sự cộng tác của Chi nhánh Phát triển Tránh thai (CDB) của Viện Sức khỏe và Phát triển Con người Quốc gia (NICHD) và Tổ chức Y tế Thế giới (WHO) vào những năm 1970 và đầu những năm 1980 để sử dụng trong liệu pháp thay thế androgen cho bệnh suy sinh dục nam và như một biện pháp tránh thai nam tiềm năng. Nó được mô tả lần đầu tiên vào năm 1986. Thuốc là một este androgen - đặc biệt, các C17β buciclate (4-butylcyclohexane-1-carboxylate) este của testosterone - và là một tiền chất của testosterone với rất dài thời gian tác dụng khi được sử dụng như một kho thông qua tiêm bắp. Testosterone buciclate được bào chế dưới dạng huyền phù vi tinh thể với kích thước hạt xác định ít nhất 75% trong khoảng từ 10 đến 50 μm.
Một mũi tiêm testosterone buciclate tiêm bắp đã được tìm thấy để tạo ra mức độ testosterone sinh lý trong phạm vi bình thường ở nam giới bị hạ đường huyết trong 3 đến 4 tháng. Thời gian bán hủy và thời gian cư trú trung bình (thời gian trung bình của một phân tử thuốc duy nhất tồn tại trong cơ thể) của testosterone buciclate được tìm thấy là 29,5   ngày và 60,0   ngày, tương ứng, trong khi những người testosterone enanthate trong dầu thầu dầu chỉ là 4,5   ngày và 8,5   ngày  Testosterone buciclate cũng tồn tại lâu hơn testosterone unecanoate, có thời gian bán hủy và thời gian cư trú trung bình là 20,9 ngày và 34,9 ngày trong dầu hạt trà và 33,9 ngày và 36,0 ngày trong dầu thầu dầu, tương ứng. Ngoài ra, có sự tăng đột biến về nồng độ testosterone với testosterone enanthate và testosterone unecanoate không được thấy với testosterone buciclate, với mức độ duy trì cao và giảm dần và tăng dần.
Testosterone buciclate có khả năng đảo ngược và ức chế hoàn toàn sự sinh tinh trùng ở nam giới khi được sử dụng với liều lượng đủ cao. Do đó, kết quả của các nghiên cứu lâm sàng về việc sử dụng testosterone buciclate như một biện pháp tránh thai nam có triển vọng, và các thử nghiệm tiếp tục vào cuối năm 1995, nhưng cuối cùng tiến triển đã đi vào bế tắc vì WHO không thể tìm được đối tác trong ngành tiếp tục phát triển thuốc. Do đó, WHO đã tránh xa testosterone buciclate và tập trung nghiên cứu thay vào đó là testosterone không gây khó chịu, cũng rất lâu dài và có lợi thế là đã được bán trên thị trường và được chấp thuận cho sử dụng y tế.